# Royal National Rose Society Gardens

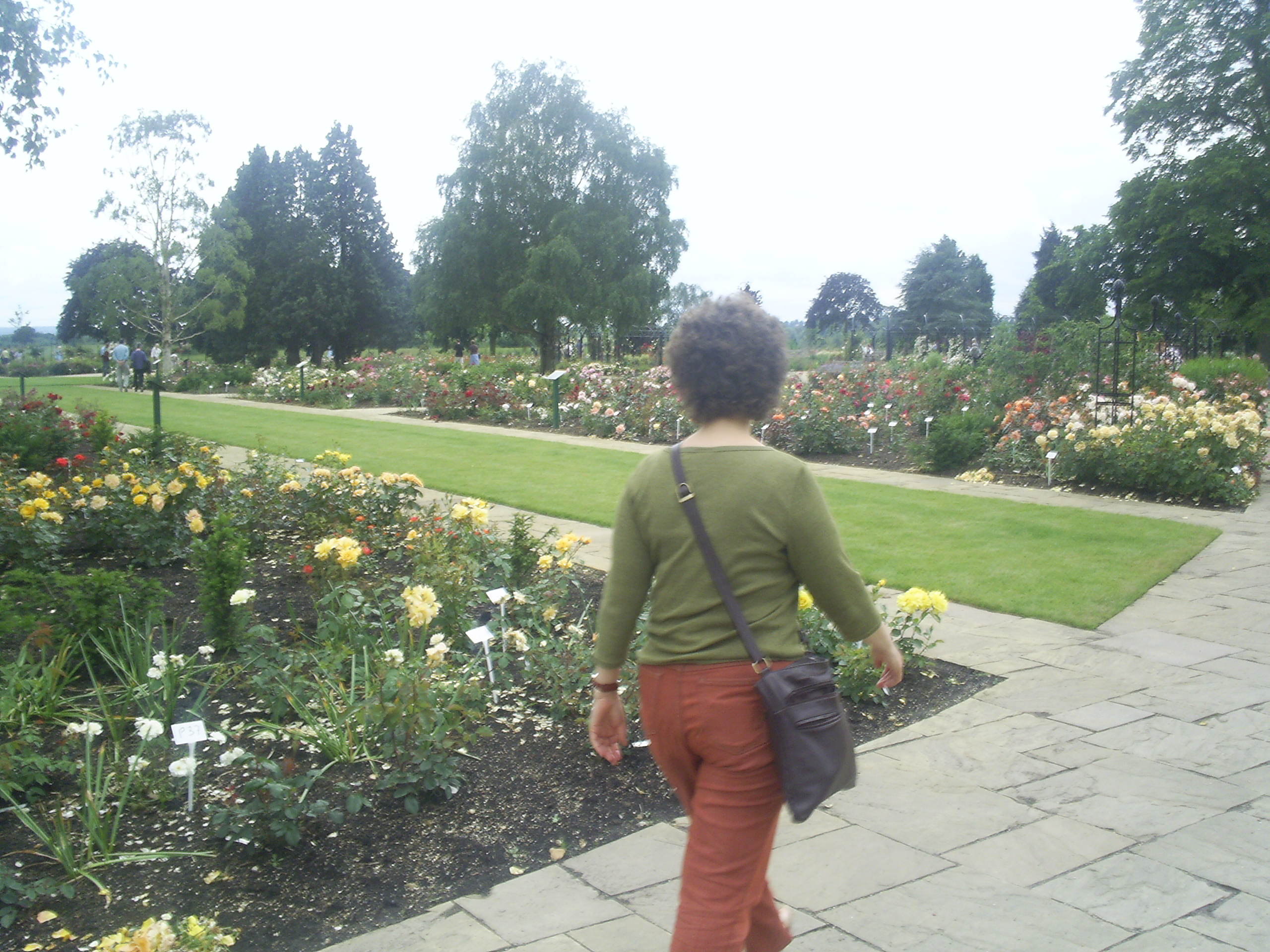
Royal National Rose Society Gardens, Hertfordshire.

Los Jardines de la Real Sociedad de la Rosa, en inglés : Royal National Rose Society Gardens (anteriormente The Gardens of The Rose) es una rosaleda, y la sede de la Royal National Rose Society en Chiswell Green, cerca de St Albans, 
Hertfordshire en el Reino Unido.51°43′37.85″N 0°22′19″O / 51.7271806, -0.37194

## Historia
Estos jardines se encuentran abiertos al público durante el verano, pero en el 2003 fueron cerrados durante cuatro años para su remodelamiento que le fue encomendado al arquitecto paisajista Michael Balston. 
El jardín fue oficialmente nuevamente abierto al público, por el reconocido experto jardinero Peter Seabrook el 9 de junio del 2007.
Los jardines del « Royal National Rose Society Gardens » han sido completamente reacondicionados y diseñados por "Michael Balston & Co."
En la alocución de inauguración la presidenta de la sociedad Ann Bird, se refirió al jardín como "Living dictionary of roses" (diccionario viviente de las rosas).

## Colecciones
El jardín alberga unas 2,500 rosas entre especies y variedades.
Las colecciones que alberga el jardín se disponen en:
- Una colección de rosas, demostrando la historia de las rosas
- Rosas en un jardín que demuestra diversos estilos de su cultivo y exhibición
- Jardines para dar la inspiración para el cultivo de las rosas en pequeños espacios
- El jardín nuevamente replantado de la reina Madre
- Nuevos ensayos de cultivares para proporcionar una experiencia educativa así como para ser un placer para el ojo cuando están en floración
- Plantas asociadas al cultivo de las rosas para ampliar la estación de interés y la belleza del jardín.
- El café llamado 'Rosebuds' en un edificio recientemente renovado, al lado de la oficina principal.

## Proyectos futuros
La Royal Entomological Society está reacondicionando la mansión adyacente al jardín para instalar la sede de la sociedad.
La empresa Butterfly World ha adquirido los terrenos adyacentes a los jardines y se propone construir el parque más grande de Europa de mariposas vivas, programado para abrirse en el 2010. 